# Liste von Android-Versionen
Auf der Liste von Android-Versionen sind die von Google freigegebenen Versionen des Betriebssystems Android aufgeführt.
Die Liste bezieht sich auf Android-Versionen des Android Open Source Project. Die Google Play Dienste sind nicht Open Source. Bei modifizierten Versionen von Geräteherstellern können Funktionen fehlen oder Zusatzfunktionen vorhanden sein. Nicht alle Gerätehersteller nehmen zeitnah Sicherheitsaktualisierungen vor.

## Übersicht
Im Jahr 2017 kündigte Google an, dass der Google Play Store von Apps verlangen würde, dass sie auf eine aktuelle Android-Version abzielen. Die Mindestanforderung war zunächst Android 8.0, das in der zweiten Jahreshälfte 2017 veröffentlicht wurde und welches neue Apps ab August 2018 und Updates für bestehende Apps ab November 2018 unterstützen müssen. Dieser Vorgabe wird über die Folgejahre und Folgeversionen fortgeführt und folglich müssen neue Apps ab August 2021 und Updates für bestehende Apps ab November 2021 auf Android 11 abzielen.
Zusätzlich wird seit August 2019 vom Google Play Store vorgeschrieben, zusätzlich zu 32-bit-Apps eine 64-bit-Version einzureichen. Seit August 2021 werden keine 32-bit-Apps an Geräte mit 64-bit-Unterstützung verteilt und sind für diese aus dem Google Play Store nicht mehr zugänglich.
Mit Stand Juli 2025 werden Sicherheitspatches nur für Android-Versionen ab 13 bereitgestellt. Über die Google System Updates (Project Mainline) und die Google-Play-Dienste erhalten Android Version 10 und folgend weiterhin sicherheitsrelevante Updates, unabhängig vom Gerätehersteller, über den Google Play Store.
| Name | Interne Bezeichnung  | Versionsnummer | API | Veröffentlichung   | Aktueller Sicherheitspatch (Lebensdauer) | Aktuelle Google-Play-Dienste-Version (Veröffentlichung) | Einzelnachweise                    |
| --- | -------------------- | -------------- | --- | ------------------ | ---------------------------------------- | ------------------------------------------------------- | ---------------------------------- |
| Android 1.0 | —                    | 1.0            | 1   | 23. September 2008 | —                                        | —                                                       | [ 10 ] [ 11 ]                      |
| Android 1.1 | Petit Four           | 1.1            | 2   | 09. Februar 2009   | —                                        | —                                                       | [ 10 ] [ 11 ] [ 12 ]               |
| Android Cupcake | Cupcake              | 1.5            | 3   | 27. April 2009     | —                                        | —                                                       | [ 11 ] [ 13 ]                      |
| Android Donut | Donut                | 1.6            | 4   | 15. September 2009 | —                                        | —                                                       | [ 11 ] [ 14 ]                      |
| Android Eclair | Eclair               | 2.0            | 5   | 27. Oktober 2009   | —                                        | —                                                       | [ 11 ] [ 15 ] [ 16 ]               |
| Android Eclair | Eclair               | 2.0.1          | 6   | 03. Dezember 2009  | —                                        | —                                                       |                                    |
| Android Eclair | Eclair               | 2.1            | 7   | 11. Januar 2010    | —                                        | —                                                       | [ 17 ]                             |
| Android Froyo | Froyo                | 2.2 – 2.2.3    | 8   | 20. Mai 2010       | —                                        | 3.2.25 (Oktober 2014)                                   | [ 11 ] [ 18 ]                      |
| Android Gingerbread | Gingerbread          | 2.3 – 2.3.2    | 9   | 06. Dezember 2010  | —                                        | 10.0.84 (November 2016)                                 | [ 11 ] [ 19 ]                      |
| Android Gingerbread | Gingerbread          | 2.3.3 – 2.3.7  | 10  | 09. Februar 2011   | —                                        | 10.0.84 (November 2016)                                 |                                    |
| Android Honeycomb | Honeycomb            | 3.0            | 11  | 22. Februar 2011   | —                                        | 10.0.84 (November 2016)                                 | [ 11 ] [ 20 ]                      |
| Android Honeycomb | Honeycomb            | 3.1            | 12  | 10. Mai 2011       | —                                        | 10.0.84 (November 2016)                                 |                                    |
| Android Honeycomb | Honeycomb            | 3.2 – 3.2.6    | 13  | 15. Juli 2011      | —                                        | 10.0.84 (November 2016)                                 |                                    |
| Android Ice Cream Sandwich | Ice Cream Sandwich   | 4.0 – 4.0.2    | 14  | 18. Oktober 2011   | —                                        | 14.8.49 (Februar 2019)                                  | [ 11 ] [ 21 ]                      |
| Android Ice Cream Sandwich | Ice Cream Sandwich   | 4.0.3 – 4.0.4  | 15  | 16. Dezember 2011  | —                                        | 14.8.49 (Februar 2019)                                  |                                    |
| Android Jelly Bean | Jelly Bean           | 4.1 – 4.1.2    | 16  | 09. Juli 2012      | —                                        | 21.33.56 (September 2021)                               | [ 11 ] [ 22 ]                      |
| Android Jelly Bean | Jelly Bean           | 4.2 – 4.2.2    | 17  | 13. November 2012  | —                                        | 21.33.56 (September 2021)                               |                                    |
| Android Jelly Bean | Jelly Bean           | 4.3 – 4.3.1    | 18  | 24. Juli 2013      | —                                        | 21.33.56 (September 2021)                               |                                    |
| Android KitKat | Key Lime Pie         | 4.4 – 4.4.4    | 19  | 31. Oktober 2013   | Oktober 2017 (48 Monate)                 | 23.30.13 (August 2023)                                  | [ 11 ] [ 23 ]                      |
| Android KitKat | Key Lime Pie         | 4.4W – 4.4W.2  | 20  | 25. Juni 2014      | ?                                        | 23.30.13 (August 2023)                                  |                                    |
| Android Lollipop | Lemon Meringue Pie   | 5.0 – 5.0.2    | 21  | 04. November 2014  | November 2017 (36 Monate)                | 24.28.35 (Juli 2024)                                    | [ 11 ] [ 24 ] [ 25 ]               |
| Android Lollipop | Lemon Meringue Pie   | 5.1 – 5.1.1    | 22  | 02. März 2015      | März 2018 (36 Monate)                    | 24.28.35 (Juli 2024)                                    | [ 26 ]                             |
| Android Marshmallow | Macadamia Nut Cookie | 6.0 – 6.0.1    | 23  | 02. Oktober 2015   | August 2018 (34 Monate)                  | 25.11.34 (März 2025)                                    | [ 11 ] [ 27 ] [ 28 ]               |
| Android Nougat | New York Cheesecake  | 7.0            | 24  | 22. August 2016    | August 2019 (36 Monate)                  | 25.11.34 (März 2025)                                    | [ 11 ] [ 29 ] [ 30 ] [ 31 ] [ 32 ] |
| Android Nougat | New York Cheesecake  | 7.1 – 7.1.2    | 25  | 04. Oktober 2016   | Oktober 2019 (36 Monate)                 | 25.11.34 (März 2025)                                    |                                    |
| Android Oreo | Oatmeal Cookie       | 8.0            | 26  | 21. August 2017    | Januar 2021 (41 Monate)                  | 25.11.34 (März 2025)                                    | [ 11 ] [ 33 ] [ 34 ]               |
| Android Oreo | Oatmeal Cookie       | 8.1            | 27  | 05. Dezember 2017  | Oktober 2021 (46 Monate)                 | 25.11.34 (März 2025)                                    | [ 11 ] [ 35 ]                      |
| Android Pie | Pistachio Ice Cream  | 9              | 28  | 06. August 2018    | Januar 2022 (41 Monate)                  | 25.11.34 (März 2025)                                    | [ 11 ] [ 36 ] [ 37 ]               |
| Android 10 | Quince Tart          | 10             | 29  | 03. September 2019 | Februar 2023 (41 Monate)                 | 25.11.34 (März 2025)                                    | [ 11 ] [ 38 ] [ 39 ]               |
| Android 11 | Red Velvet Cake      | 11             | 30  | 08. September 2020 | Februar 2024 (41 Monate)                 | 25.11.34 (März 2025)                                    | [ 11 ] [ 40 ] [ 41 ]               |
| Android 12 | Snow Cone            | 12             | 31  | 04. Oktober 2021   | März 2025 (41 Monate)                    | 25.11.34 (März 2025)                                    | [ 11 ] [ 42 ] [ 43 ]               |
| Android 12L | Snow Cone v2         | 12.1           | 32  | 07. März 2022      | März 2025 (36 Monate)                    | 25.11.34 (März 2025)                                    | [ 44 ] [ 45 ] [ 46 ] [ 47 ] [ 48 ] |
| Android 13 | Tiramisu             | 13             | 33  | 15. August 2022    | April 2025 (32+ Monate)                  | 25.11.34 (März 2025)                                    |                                    |
| Android 14 | Upside Down Cake     | 14             | 34  | 04. Oktober 2023   | April 2025 (18+ Monate)                  | 25.11.34 (März 2025)                                    | [ 49 ] [ 50 ] [ 51 ]               |
| Android 15 | Vanilla Ice Cream    | 15             | 35  | 15. Oktober 2024   | Juni 2025 (6+ Monate)                    | 25.11.34 (März 2025)                                    | [ 52 ] [ 53 ] [ 54 ] [ 55 ] [ 56 ] |
| Android 16 | Baklava              | 16             | 36  | 10. Juni 20250     | März 2025                                | 25.11.34 (März 2025)                                    | [ 57 ] [ 58 ]                      |
| Legende:Ältere Version; nicht mehr unterstütztÄltere Version; noch unterstütztAktuelle VersionAktuelle VorabversionZukünftige Version |                      |                |     |                    |                                          |                                                         |                                    |

## Versionen
„Hauptversionen“ von Android 1.5 bis Android 9 tragen neben der Versionsnummer auch den Namen einer Süßigkeit, deren Anfangsbuchstabe im Alphabet aufsteigend ist.

### Version 1.x
| Version | Version | API | Veröffentlichung   | Wesentliche Neuerungen |
| --- | ------- | --- | ------------------ | --- |
| „Alpha“ & „Base“ | 1.0     | 1   | 23. September 2008 | - Google Play Store (damals noch Android Market) - Google Maps - Gmail - YouTube - Automatische Synchronisierung des Adressbuchs und des Kalenders                                                                            |
| „Beta“ & „Base_1.1“ | 1.1     | 2   | 10. Februar 2009   | - Speichern von MMS-Anhängen |
| „Cupcake“ | 1.5     | 3   | 30. April 2009     | - automatischer Wechsel zwischen Hoch- und Querformat - Bildschirm-Tastatur - Aufnahme und Wiedergabe von Videos - Automatisches Verbinden und Stereo-Wiedergabe über Bluetooth - Weitere Sprachen neben Englisch und Deutsch |
| „Donut“ | 1.6     | 4   | 15. September 2009 | - Virtual Private Networks konfigurierbar - Differenzierte Energieverbrauchssteuerung - Suchfunktion quellenübergreifend und selbstoptimierend - Text-to-Speech, Gestenerkennung und mehr als eine Bildschirmauflösung        |
| Legende:Ältere Version; nicht mehr unterstütztÄltere Version; noch unterstütztAktuelle VersionAktuelle VorabversionZukünftige Version |         |     |                    | |

### Version 2.x
| Version | Version | API | Veröffentlichung   | Wesentliche Neuerungen |
| --- | ------- | --- | ------------------ | --- |
| „Éclair“ | 2.0     | 5   | 26. Oktober 2009   | - Digitalzoom und Unterstützung von Blitzlicht - Unterstützung von Microsoft Exchange - Bluetooth 2.1 (WPAN) |
| „Éclair“ | 2.0.1   | 6   | 03. Dezember 2009  | - Fehlerkorrekturen |
| „Éclair“ | 2.1     | 7   | 12. Januar 2010    | - Animierte Hintergrundbilder (Wallpaper) - Informationen zur Signalstärke - Erweiterungen von Webkit (HTML5-Unterstützungen, Web Storage (DOM Storage), Geotargeting, Video …) - IPv6-Unterstützung |
| „Froyo“ | 2.2     | 8   | 20. Mai 2010       | - Linux-Kernel 2.6.32, der weniger Arbeitsspeicher benötigt - Verwendung von Arbeitsspeicher (RAM) über die bisher nutzbaren 256 MByte hinaus. - JIT-Compiler, Erweiterungen für OpenGL ES 2.0, Unterstützung von Adobe Flash 10.1 - Tethering - Speicherbarkeit von Apps auf SD-Karten (App2SD) - Android Cloud to Device Messaging Framework (C2DM): Push-Medien sind nun in Apps zu implementieren. - Bluetooth-Sprachwahl          |
| „Froyo“ | 2.2.1   | 8   | 00. September 2010 | - Fehlerkorrekturen |
| „Froyo“ | 2.2.2   | 8   | 00. Januar 2011    | - Fix für SMS-Bug (parallel zu 2.3.2) |
| „Gingerbread“ | 2.3     | 9   | 06. Dezember 2010  | - Linux-Kernel 2.6.35.7 - Unterstützung von WebM, HTML5 Audio und des Ext4-Dateisystems - Unterstützung von Google TV, Near Field Communication (NFC), Gyroskopen (nicht zu verwechseln mit Bewegungssensoren) und anderen Sensoren (u. a. Barometer, Schwerkraftsensor) - Parallele Garbage Collection für seltener ruckelnde Animationen - Bessere Integration sozialer Netzwerke - Interner Downloadmanager und SIP-Client für VoIP |
| „Gingerbread“ | 2.3.1   | 9   | 00. Dezember 2010  | - Fehlerkorrekturen - Aktualisierung auf Google Maps 5.0 |
| „Gingerbread“ | 2.3.2   | 9   | 00. Januar 2011    | - Behebung eines SMS-Fehlers |
| „Gingerbread“ | 2.3.3   | 10  | 23. Februar 2011   | - Unterstützung von Dual-Core-Apps auf Single-Core-Geräten - Verbesserte Dual-Core-, Bluetooth- und NFC-Unterstützung |
| „Gingerbread“ | 2.3.4   | 10  | 29. April 2011     | - Video- und Voice-Chat mit Google Talk - Verschlüsselte Übertragung von Terminen und Kontakten |
| „Gingerbread“ | 2.3.5   | 10  | 08. Juli 2011      | - Korrekturen für 4G-Netze - Volle Unterstützung für den NFC-Transceiver |
| „Gingerbread“ | 2.3.6   | 10  | 02. September 2011 | - Korrekturen der Sprachsuche |
| „Gingerbread“ | 2.3.7   | 10  | 20. September 2011 | - Fehlerkorrekturen |
| Legende:Ältere Version; nicht mehr unterstütztÄltere Version; noch unterstütztAktuelle VersionAktuelle VorabversionZukünftige Version |         |     |                    | |

### Version 3.x
Version 3.0 bis 3.2.1 von Android war eine speziell für Android-Tablets angepasste Version des Betriebssystems. Mit Android 4.x wurden diese Anpassungen in die normale Android-Version integriert.
| Version | Version | API | Veröffentlichung   | Wesentliche Neuerungen |
| --- | ------- | --- | ------------------ | --- |
| „Honeycomb“ | 3.0     | 11  | 23. Februar 2011   | - Benutzerfreundlichere Oberfläche - Verbesserte Unterstützung für Tabletcomputer - Google Talk mit Videotelefonie - Neue Browser-Funktionen: Synchronisierung der Lesezeichen mit Google Chrome, Tabs, automatisches Ausfüllen von Formularen und Inkognito-Modus beim Surfen |
| „Honeycomb“ | 3.1     | 12  | 10. Mai 2011       | - USB-Host-Modus - Verbesserungen an Benutzeroberfläche und Widgets - Verbesserungen und Erweiterungen am Browser - Eigene Proxy-Einstellungen für jedes WLAN |
| „Honeycomb“ | 3.2     | 13  | 16. Juli 2011      | - Verbesserte Anpassung an Tabletcomputer mit einer Bildschirmdiagonale von 7 Zoll - Neuer Kompatibilitätsmodus zur besseren Darstellung von Apps, die für kleinere Bildschirmauflösungen programmiert wurden - „Media sync from SD card“: Ermöglicht Apps den direkten Zugriff auf Multimedia-Dateien der eingelegten SD-Karte z. B. zur Synchronisation - Erweiterte CPU-Hardware-Unterstützung - Funktionen für Entwickler, um ihre Apps besser an verschiedene Bildschirmauflösungen anpassen zu können |
| „Honeycomb“ | 3.2.1   | 13  | 20. September 2011 | - Fehlerkorrekturen |
| Legende:Ältere Version; nicht mehr unterstütztÄltere Version; noch unterstütztAktuelle VersionAktuelle VorabversionZukünftige Version |         |     |                    | |

### Version 4.x
| Version | Version | API | Veröffentlichung  | Wesentliche Neuerungen |
| --- | ------- | --- | ----------------- | --- |
| „Ice Cream Sandwich“ | 4.0     | 14  | 19. Oktober 2011  | - Zusammenführung der Entwicklungslinien 2.x und 3.x und Google TV - Verbessertes Multitasking - NFC für Kontakte, Daten und Links mit „Android Beam“ - Entsperren per Gesichtserkennung - Verbesserter Browser, verbesserte Google-Mail-, Galerie- und Kalender-App - Data Tracking App - Funktion zum Erstellen von Bildschirmfotos („Screenshot“) - Lautstärke für Ruftöne und Benachrichtigungstöne bedingt miteinander gekoppelt (kein unabhängiges Stummschalten mehr möglich) - Viele Detailverbesserungen |
| „Ice Cream Sandwich“ | 4.0.1   | 14  | 17. November 2011 | - Erste Version (Build ITL41D) für das Galaxy Nexus - Behebung des Lautstärke-Einstellungs-Fehlers in Build ITL41F |
| „Ice Cream Sandwich“ | 4.0.2   | 14  | 15. Dezember 2011 | - Linux-Kernel 3.0.8 - Mobile Hotspot bei Benutzung von VPN optimiert - 3G (UMTS)/4G (LTE)-Verbindungen für kürzere Reaktionszeiten optimiert - Falsche Benachrichtigung behoben, dass „Datenverbindung wegen Roaming unterbrochen wurde“ - Verbesserung bestimmter optischer Effekte bei Benutzung des Camcorders mit der Frontkamera - Optische Verbesserungen beim Entsperren - Problem mit nicht korrekt angezeigten und öffnenden E-Mail-Anhängen behoben - DivX-Unterstützung entfernt - Verbesserte Lautstärke bei der Turn-by-Turn-Navigation (Stimmenansage zur Navigation) von Google |
| „Ice Cream Sandwich“ | 4.0.3   | 15  | 16. Dezember 2011 | - Neue Programmierschnittstellen (APIs) - Erste offizielle Version für das Nexus S - Quellcode für Dritthersteller (Samsung, Motorola und so weiter) |
| „Ice Cream Sandwich“ | 4.0.4   | 15  | 04. Februar 2012  | - schnellere Bildschirmdrehungen, bessere Rufnummernerkennung und automatische Helligkeitssteuerung, größere Lautstärke - Multitouch-Fehler behoben |
| „Jelly Bean“ | 4.1     | 16  | 27. Juni 2012     | - Hinzufügen von „Project Butter“ für eine sanftere Bedienung - verbesserte Bildschirmtastatur, barrierefreie Gestensteuerung und Braille-Unterstützung (BrailleBack) - Erweiterbare Benachrichtigungen (Notifications) und Benachrichtigungen mit Aktionen - Wi-Fi Protected Setup (WPS), Mehrkanalaudio, Google-Now-Integration, NFC-Datenaustausch - Diktieren ohne Internetverbindung - Einfacher anzupassender Startbildschirm - USB-Audio (für externe D/A-Wandler) - Audio Chaining (Unterbrechungsfreie Wiedergabe) - Nutzung bidirektionale Schriftsysteme, 18 neue Eingabesprachen, Emoticon-Darstellung |
| „Jelly Bean“ | 4.1.1   | 16  | 11. Juli 2012     | - Entsperrbildschirm („unlock screen“) reagiert nun ohne Verzögerung - Google-Now-Geste beim Wischen über den Home Button reagiert nun deutlich flüssiger - Google Wallet hinzugefügt |
| „Jelly Bean“ | 4.1.2   | 16  | 10. Oktober 2012  | - Rotation des Sperr- und des Startbildschirms („lock screen“ und „home screen“) - Aus- und Zuklappen von Benachrichtigungen per Ein-Finger-Geste |
| „Jelly Bean“ | 4.2     | 17  | 13. November 2012 | - Benutzer-Konten (nur für Tablets) - Photo Sphere (zur Erstellung von Kugelpanoramen) - Tastatur mit Wort-Vorhersage (ähnlich Swype) - Systemweites Streaming (Miracast) - Interaktive Navigationsleiste - Verbesserte Sicherheitseinstellungen - Schnelleinstellungen („quick settings“, auch „toggles“) werden in der Benachrichtigungsleiste durch Ein-Finger-Klick angezeigt. |
| „Jelly Bean“ | 4.2.1   | 17  | 27. November 2012 | - Dezember-Bug der Kontakte-App behoben |
| „Jelly Bean“ | 4.2.2   | 17  | 12. Februar 2013  | - Ein- und Ausschalten von Bluetooth und WLAN in den mit Android 4.2 eingebauten Schnelleinstellungen - Widgets auf dem Sperrbildschirm einstellbar |
| „Jelly Bean“ | 4.3     | 18  | 24. Juli 2013     | - beschränkte Benutzerkonten (z. B. für Kinder) - Unterstützung von OpenGL ES 3.0 (Grafikschnittstelle ähnlich mit DirectX 11) - Bessere Mehrkern-Prozessor-Unterstützung - Neues Bluetooth-Profil AVRCP 1.3 (Fernsteuerung eines AV-Receivers, Musik-Metadaten-Anzeige auf BT-Kopfhörern) - Unterstützung von Bluetooth 4.0 Low Energy - Lautstärke-Kanäle für Ruftöne, Benachrichtigungstöne und für Systemklänge zusammengelegt (sind nicht mehr getrennt voneinander regelbar) - Kamera-App: bessere Panorama-Funktion, neue Oberfläche, Auslösen über Lautstärke-Wippe möglich - WLAN schaltet sich zur Positionsbestimmung auch ein, wenn es abgeschaltet ist (deaktivierbar) - Sicherheitserweiterung SELinux (von der NSA entwickelt) - Neue Wählfunktionen - Permission Manager (um Rechte von Apps zu beschränken in der Beta-Version) - Unterstützung für DRM-APIs (für Videodienste wie Netflix) - TRIM-Unterstützung - Einige Dienste im Hintergrund erzwingen Symbol in der Statusleiste |
| „Jelly Bean“ | 4.3.1   | 18  | 04. Oktober 2013  | - fehlerkorrigierte Version nur für den Tablet-Computer Nexus 7 (2013) 3G/LTE ohne neue Funktion |
| „KitKat“ | 4.4     | 19  | 31. Oktober 2013  | - „Project Svelte“: Systemanforderungen reduziert für Geräte mit nur 512 MB RAM - Statusleiste ist transparent - Beschränkung auf fünf „home screens“ aufgehoben - Google+ Hangouts als Alternative zur SMS-App möglich - E-Mail-, Uhren- und Download-App überarbeitet - Neue Dateizugriff-API mit Direktzugriff auf Galerien, internen Speicher und Cloudspeicher (Google Drive) - Fotos und Dokumente können direkt vom Smartphone oder Tablet gedruckt werden, derzeit über Google Cloud Print und HP ePrint - Neben Bildschirmfotos sind nun Videoaufnahmen des Bildschirms (screen records) möglich (über eine Verbindung zum PC oder Root-App) - Google Experience Launcher (zunächst nur im Nexus 5). Er nutzt Google Now und ist in weiteren Geräten einsetzbar, wenn man eine neue Version des Standard-Launchers („Übersicht“ genannt) installiert. - Vollbildmodus-API („immersive mode“) - Erweiterte Funktionen für NFC - Verbesserte Barrierefreiheit - Neue Emoticons (Smileys) als Tastaturbelegung - Bluetooth Message Access Profile (MAP), Nachrichtenaustausch beispielsweise zwischen einem Bordcomputer im Auto und dem Smartphone - Apps (außer Systemapps der Sicherheit) sind allgemeine Zugriffe auf eine externe Speicherkarte entzogen; Apps können dort nur ein eigenes Dateiverzeichnis anlegen |
| „KitKat“ | 4.4.1   | 19  | 06. Dezember 2013 | - Hinweis auf künftiges Verteilen von Bildschirminhalten via Chromecast |
| „KitKat“ | 4.4.2   | 19  | 09. Dezember 2013 | - „Voice Mail Indicator“-Fehler behoben - Die App-Deinstallation löscht nun auch App-Daten im Benutzerspeicher. Das kann zu unerwünschtem Datenverlust führen. |
| „KitKat“ | 4.4.3   | 19  | 02. Juni 2014     | - Korrektur häufiger Ausfälle der Datenverbindung - Gleichmäßiger Kamerafokus und HDR-Korrekturen - Korrekturen für Bluetooth - Sicherheitskorrektur fürs Debugging über USB und für App-Verknüpfungen - Korrekturen für MMS, Email/Exchange, Calendar, People/Dialer/Contacts, DSP, IPv6, VPN, für LED-Benachrichtigung für verpassten Anruf - Korrektur für die FCC-Konformität |
| „KitKat“ | 4.4.4   | 19  | 19. Juni 2014     | - Sicherheitskorrektur: OpenSSL-Bug CVE-2014-0224 behoben - Letzter Sicherheitspatch-Stand: Oktober 2017 |
| „Wear“ | 4.4W    | 20  | 00. Juni 2014     | - Für Smartwatches und andere Wearables angepasste Android-Version (Android Wear) |
| Legende:Ältere Version; nicht mehr unterstütztÄltere Version; noch unterstütztAktuelle VersionAktuelle VorabversionZukünftige Version |         |     |                   | |

### Version 5.x
| Version | Version | API | Veröffentlichung  | Wesentliche Neuerungen |
| --- | ------- | --- | ----------------- | --- |
| „Lollipop“ | 5.0     | 21  | 03. November 2014 | - Anpassung an Googles Designrichtlinien (Material Design), u. A. - Neue UI-Elemente - Neue 3D-Animationen - Überarbeitete Farbgestaltung - Neue Soft-Keys (Dreieck, Kreis und Viereck) bei Geräten ohne kapazitive oder physische Navigationstasten außerhalb des Bildschirms - Neue Benachrichtigungsleiste - Neuer Sperrbildschirm zeigt Benachrichtigungen - Keine Trennung mehr zwischen „normaler“ Version und Android Wear - Dalvik VM wird ersetzt durch Android Runtime, einen Ahead-of-time-Compiler für Java-Bytecode - Visualisierung und Verbesserung von Akku-Nutzung durch Project Volta - Die unter 4.4. eingeführte, eingeschränkte Zugriffsmöglichkeit auf die externe SD-Karte wurde zurückgenommen und ersetzt durch eine einmalige Sicherheitsabfrage beim erstmaligen Zugriff auf die externe SD-Karte. Die den Zugriff ausführende App muss jedoch die aktualisierte API-Stufe 21 ansprechen. - Native Unterstützung von 64-Bit-Prozessoren der ARM-, Intel- und MIPS-Architekturen - Trennung von beruflichen und privaten Daten auf demselben Gerät durch Teile von Samsung Knox - Sogenannter Kill-Switch, um gestohlene Geräte zu sperren - Unterstützung von OpenGL ES 3.1 - Neue Möglichkeit zur Ersteinrichtung über NFC (Google Tap & Go) - Gesichtserkennung zum Entsperren wird nun im Hintergrund ausgeführt - Entfernung der Funktion, Kontakte in Gruppen einzuteilen - Auflisten von Prozessen nicht mehr für benutzerinstallierte Anwendungen möglich |
| „Lollipop“ | 5.0.1   | 21  | 02. Dezember 2014 | - Fehlerbehebung: Zurücksetzen des Gerätes bei Anmelde-Fehlversuchen Android Wear - Neues Statusmenü mit Kinomodus - Zuletzt gestartete Apps im Einstellungs-Menü - Benachrichtigungen von bestimmten Apps blockieren - Weggewischte Karten wieder einblenden - Neue Watchface-API und -Übersicht - Diverse Fehlerkorrekturen |
| „Lollipop“ | 5.0.2   | 21  | 19. Dezember 2014 | - Diverse Fehlerkorrekturen - Letzter Sicherheitspatch-Stand: November 2017 |
| „Lollipop“ | 5.1     | 22  | 09. März 2015     | - Dual-SIM-Unterstützung - HD-Sprachübertragung - Verbesserter Geräteschutz (vorerst nur für bestimmte Nexus-Geräte) - Stabilitätsverbesserungen - Verwaltung von Bluetooth- und WLAN-Geräten über die Schnelleinstellungen („Quick Settings“) |
| „Lollipop“ | 5.1.1   | 22  | 22. April 2015    | - Fehlerbehebungen - Letzter Sicherheitspatch-Stand: März 2018 |
| Legende:Ältere Version; nicht mehr unterstütztÄltere Version; noch unterstütztAktuelle VersionAktuelle VorabversionZukünftige Version |         |     |                   | |

### Version 6.x
| Version | Version | API | Veröffentlichung  | Wesentliche Neuerungen |
| --- | ------- | --- | ----------------- | --- |
| „Marshmallow“ | 6.0     | 23  | 05. Oktober 2015  | - Neues Berechtigungssystem - Möglichkeit, App-Berechtigungen einzuschränken - Standby-Modus Doze zum Stromsparen - Native Unterstützung für Fingerabdruckscanner - Google Now on Tap - Unterstützung für USB Typ-C - Google Pay - MicroSD-Karten können als interner Speicher formatiert und somit z. B. Apps direkt auf diese installiert werden - Weitere Verbesserungen und Fehlerkorrekturen |
| „Marshmallow“ | 6.0.1   | 23  | 22. November 2015 | - Erweiterter „Nicht stören“-Modus - Emoji aus Unicode 7 sowie 8 - Schnellstart der Kamera-App durch zweimaliges Drücken des Ein-/Ausschalters - Neue Anordnung der Navigationsbuttons für das Pixel C - Sicherheitsaktualisierungen und Fehlerbehebungen - Letzter Sicherheitspatch-Stand: August 2018                                                                                           |
| Legende:Ältere Version; nicht mehr unterstütztÄltere Version; noch unterstütztAktuelle VersionAktuelle VorabversionZukünftige Version |         |     |                   | |

### Version 7.x
| Version | Version | API | Veröffentlichung  | Wesentliche Neuerungen |
| --- | ------- | --- | ----------------- | --- |
| „Nougat“ | 7.0     | 24  | 22. August 2016   | - Geteilter Bildschirm („Split-Screen-Modus“) - Überarbeitete Benachrichtigungen - Überarbeitetes Einstellungsmenü - Leicht überarbeiteter Multitaskingmodus - Optimierung des Energiesparmodus „Doze“ - Verwendung von OpenJDK statt Java - Schnellantwort über „Heads-up-Notifications“ - Datenkomprimierung - Überarbeitung des sogenannten „Project Svelte“, damit Android auf Geräten mit schwacher Hardware besser läuft - Emoji aus Unicode 9 - VR-Modus und -Unterstützung für das Google VR SDK - Unterstützung der Vulkan API - Beschränkter Dateisystemzugriff für benutzerinstalliere Anwendungen - Letzter Sicherheitspatch-Stand: August 2019 |
| „Nougat“ | 7.1     | 25  | 04. Oktober 2016  | - Nachtmodus („Night Light“) - Systemaktualisierungen im Hintergrund laden und installieren - Daydream-VR-Modus (nur für Google Pixel) - Einblendung der Benachrichtigungsleiste mittels Wischgeste über Fingerabdrucksensor - Einige Entwickleroptionen |
| „Nougat“ | 7.1.1   | 25  | 05. Dezember 2016 | - Launcher Shortcuts - Image-Keyboard zur Verwendung von GIFs und Sticker - Neue Emojis |
| „Nougat“ | 7.1.2   | 25  | 04. April 2017    | - Information über akkubelastende Apps - Fingerprint-Gesten - Bluetooth-Verbesserungen - Neuer Task-Switcher und Pixel-Launcher für das Pixel C - Letzter Sicherheitspatch-Stand: Oktober 2019 |
| Legende:Ältere Version; nicht mehr unterstütztÄltere Version; noch unterstütztAktuelle VersionAktuelle VorabversionZukünftige Version |         |     |                   | |

### Version 8.x
| Version | Version | API | Veröffentlichung  | Wesentliche Neuerungen |
| --- | ------- | --- | ----------------- | --- |
| „Oreo“ | 8.0     | 26  | 21. August 2017   | - Bild-im-Bild-Video - Benachrichtigungskennzeichnung und -vorschau mittels App-Icons - Begrenzung der App-Hintergrundaktivitäten zur Verbesserung der Akkulaufzeit - Autofill-API zur Übernahme von Daten aus Apps in Eingabedialoge - Neues Emoji-Design und Emoji 5.0 (Unicode 10) - Einheitliche Darstellung von App-Icons durch „Adaptive Icons“ - Informationsaustausch von WLAN-Geräten mittels „Wi-Fi Aware“ - Geänderte Gruppierung im Einstellungsmenü - Native Unterstützung der proprietären Bluetooth-Audio-Codecs LDAC, aptX und aptX HD für kompatible Geräte - Verbesserte Audio-Latenzzeit durch „AAudio API for Pro Audio“ für professionelle Audio-Apps - Neues Bluetooth-Profil AVRCP 1.4 (Browsen der Medienbibliothek des gekoppelten Geräts, „Cover Art“-Anzeige) - Letzter Sicherheitspatch-Stand: Januar 2021 |
| „Oreo“ | 8.1     | 27  | 06. Dezember 2017 | - Akkuanzeige für Bluetooth-Geräte in den Schnelleinstellungen („Quick Settings“) - Weiterentwicklung von Android Go für leistungsschwache Geräte - Neuere Version des Autofill-Framework - API für neuronale Netzwerke - API für Shared Memory - Letzter Sicherheitspatch-Stand: Oktober 2021 |
| Legende:Ältere Version; nicht mehr unterstütztÄltere Version; noch unterstütztAktuelle VersionAktuelle VorabversionZukünftige Version |         |     |                   | |

### Version 9
| Version | Version | API | Veröffentlichung | Wesentliche Neuerungen |
| --- | ------- | --- | ---------------- | --- |
| „Pie“ | 9       | 28  | 6. August 2018   | - Neue gestenbasierte Navigation - Überarbeitete Schnelleinstellungen - Neuer Button zur Displaydrehung in der Navigationsleiste - Neue Benachrichtigungs-Optionen - Unterstützung von Smartphone-Notches - Optimierung der Textmarkierungen, Screenshots, Energiesparbetrieb, „Neural Networks“, HDR- und HEIF-Codecs, Lautstärkesteuerung - Hintergrundzugriff auf Kamera, Mikrofon und Sensoren nicht mehr möglich. Diese Änderung schränkt die Funktionstüchtigkeit von Diebstahlschutzanwendungen ein. - Aufzeichnung eigener Anrufe gesperrt - Letzter Sicherheitspatch-Stand: Januar 2022 |
| Legende:Ältere Version; nicht mehr unterstütztÄltere Version; noch unterstütztAktuelle VersionAktuelle VorabversionZukünftige Version |         |     |                  | |

### Version 10
Android 10 verzichtet erstmals auf einen Namenszusatz.
| Version | Version | API | Veröffentlichung  | Wesentliche Neuerungen |
| --- | ------- | --- | ----------------- | --- |
| „Android 10“ | 10      | 29  | 3. September 2019 | - Dunkle Nutzeroberfläche („dark mode“), komponentenbasierte Systemaktualisierungen, Focus-Mode - Live Caption - Neue Berechtigung für Standortzugriff - Unterstützung für TLS 1.3 und zufällige MAC-Adresse - Unterstützung von 5G-Mobilfunknetzen - Überarbeitete Elternkontrolle und Gestensteuerung - Android-Beam-API entfernt - Autounfall-Erkennung und sofortige Notfallmaßnahmen-Einleitung („alert activity“ – nur in den USA, UK, Australien) - L2CAP-Bluetooth-Profil zur API hinzugefügt - WPA3 und Wi-Fi Enhanced Open - Letzter Sicherheitspatch-Stand: Februar 2023 |
| Legende:Ältere Version; nicht mehr unterstütztÄltere Version; noch unterstütztAktuelle VersionAktuelle VorabversionZukünftige Version |         |     |                   | |

### Version 11
| Version | Version | API | Veröffentlichung  | Wesentliche Neuerungen |
| --- | ------- | --- | ----------------- | --- |
| „Android 11“ | 11      | 30  | 8. September 2020 | - Temporäre App-Berechtigungen - Chats bekommen einen eigenen Bereich im Benachrichtigungsmenü - Bluetooth bleibt im Flugmodus aktiviert - Native Bildschirmaufnahme - Stummschalten von Benachrichtigungen bei Videoaufnahmen - Benachrichtigungsverlauf - Rückgängigmachen von kürzlich gestoppten Apps - Letzter Sicherheitspatch-Stand: Februar 2024 |
| Legende:Ältere Version; nicht mehr unterstütztÄltere Version; noch unterstütztAktuelle VersionAktuelle VorabversionZukünftige Version |         |     |                   | |

### Version 12
| Version | Version | API | Veröffentlichung | Wesentliche Neuerungen |
| --- | ------- | --- | ---------------- | --- |
| „Android 12“ | 12      | 31  | 4. Oktober 2021  | - Neue Designsprache „Material You“ (u. a. dynamische Farben, neue Symbole, Wigdets, Animationen und Menüs) - Neues Schnelleinstellungsmenü (u. a. vergrößerte Symbole mit Textbeschreibung, geänderte Menüführung und Optionen) - Privatsphären- und Sicherheitsdashboard - Informationssymbol beim Zugriff einer App auf die Kamera oder das Mikrofon - Bei Deaktivierung der genauen Standortfreigabe wird die „ungefähre Genauigkeit“ verwendet - Automatisches Entfernen von Berechtigungen und Löschen von Daten bei Apps die nicht verwendet werden - Optimierte automatische Bildschirmdrehung durch zusätzliche Verwendung der Frontkamera - Einhandmodus - Verbesserter Bild-in-Bild-Modus - Unterstützung des AV1 Image File Formats |
| „Android 12L“ | 12.1    | 32  | 7. März 2022     | - Optimierungen für große Displays (u. a. Taskbar, verbesserte Nutzung der verfügbaren Bildschirmfläche) |
| Legende:Ältere Version; nicht mehr unterstütztÄltere Version; noch unterstütztAktuelle VersionAktuelle VorabversionZukünftige Version |         |     |                  | |

### Version 13
| Version | Version | API | Veröffentlichung | Wesentliche Neuerungen |
| --- | ------- | --- | ---------------- | --- |
| „Android 13“ | 13      | 33  | 15. August 2022  | - Erweitertes „Material You“-Design (u. a. 12 zusätzliche Themes, erweiterte Farbpalette und „Themed Icons“) - Überarbeitetes Schnelleinstellungsmenü mit neuen Funktionen - Überarbeitete Copy-&-Paste-Funktionen (u. a. Textvorschau, automatisches Löschen der Zwischenablage) - Überarbeiteter Mediaplayer - App-individuelle Spracheinstellungen - Erweiterte Berechtigungsfunktionen (u. a. Trennung der Standortfreigabe bei Bluetooth/WLAN, separate Berechtigung für Push-Mitteilungen) - Bildschirmauflösung kann geändert werden - Zeitgesteuerter Dark Mode - Zugriff auf Smart-Home-Funktionen im Sperrbildschirm - Homescreen-Hintergründe mit 3D-Effekten („Cinematic Wallpapers“) - Tap-to-Transfer zum Übertragen von Bildschirminhalten auf andere Geräte - Neue Funktion zur Überwachung des Strombedarfs von Apps (TARE – „The Android Resource Economy“) - Unterstützung von MIDI 2.0 und Bluetooth LE Audio |
| Legende:Ältere Version; nicht mehr unterstütztÄltere Version; noch unterstütztAktuelle VersionAktuelle VorabversionZukünftige Version |         |     |                  | |

### Version 14
| Version | Version | API | Veröffentlichung | Wesentliche Neuerungen |
| --- | ------- | --- | ---------------- | --- |
| „Android 14“ | 14      | 34  | 4. Oktober 2023  | - Die in Android 13 neu hinzugefügte Möglichkeit, Sprachen individuell für Apps festzulegen, wurde erweitert und die Implementierung vereinfacht - Die „Grammatical Inflection API“ wurde eingefügt, um unterschiedliche Anreden in Sprachen zu ermöglichen, wenn sich eine Nachricht auf den Benutzer in einer geschlechterspezifischen Sprache bezieht - Gegenüber früheren Android-Versionen bietet Android 14 die Möglichkeit, die Schriftgröße auf bis zu 200 % zu erhöhen im Gegensatz zu ehemals 130 % - Verbesserte Akkulaufzeit, indem interne Prozesse effizienter für Nutzer gestaltet wurden - Material You mit neuen Standardfarben - Wechsel zwischen Energiesparmodus und Extrem-Energiesparmodus vereinfacht - Akkuverbrauch seit der letzten vollständigen Aufladung wird angezeigt - Taskleiste für große Geräte erweitert - „Health Connect“ als Schnittstelle für den Datenaustausch von Fitness- und Gesundheitsdaten wird ab Android 14 vorinstalliert - Unter Sicherheit und Datenschutz werden weitere Einstellungsmöglichkeiten nun auf einer weiteren Unterseite angezeigt - Die neue Schnittstelle „Cloud Apps“ ermöglicht es Cloudanbietern, Fotos direkt für Systemfunktionen zur Verfügung zu stellen - Erhöhte Privatsphäre durch Entscheidung des Nutzers welche Bilder von Apps eingesehen werden dürfen - Systemweite Festlegung der Maßeinheit (Grad Fahrenheit oder Grad Celsius) - Apps die nicht mindestens Android 6 als Zielversion (Target SDK) gesetzt haben, können nicht mehr installiert werden. |
| Legende:Ältere Version; nicht mehr unterstütztÄltere Version; noch unterstütztAktuelle VersionAktuelle VorabversionZukünftige Version |         |     |                  | |

### Version 15
| Version | Version | API | Veröffentlichung | Wesentliche Neuerungen |
| --- | ------- | --- | ---------------- | --- |
| „Android 15“ | 15      | 35  | 15. Oktober 2024 | Verbesserungen und neue Funktionen: - Einführung von Private Space (entspricht Samsung Secure Folder) - Es kann nicht nur der gesamte Bildschirm, sondern auch eine App alleine aufgenommen werden - Das System kann nun, je nach Intensität der Aufgabe, besser die Frequenzen der CPU und GPU auf einander abstimmen - Satellitenkonnektivität - Audio Sharing |
| Legende:Ältere Version; nicht mehr unterstütztÄltere Version; noch unterstütztAktuelle VersionAktuelle VorabversionZukünftige Version |         |     |                  | |

### Version 16
| Version | Version | API | Veröffentlichung | Wesentliche Neuerungen                                                                                                |
| --- | ------- | --- | ---------------- | --- |
| „Android 16“ | 16      | 36  | 10. Juni 2025    | Verbesserungen und neue Funktionen: - Eingebettete Fotoauswahl - Unterstützung von medizinischen Daten im FHIR-Format |
| Legende:Ältere Version; nicht mehr unterstütztÄltere Version; noch unterstütztAktuelle VersionAktuelle VorabversionZukünftige Version |         |     |                  | |